# Matrimonio (ordinamento italiano)
Nel diritto italiano, il termine matrimonio è utilizzato sia per indicare l'atto stesso del matrimonio (cosiddetto matrimonium in fieri), sia per indicare il rapporto che ne consegue per gli sposi (cosiddetto matrimonium in facto).

## Matrimonio civile e matrimonio religioso con effetti civili
In Italia gli effetti civili del matrimonio  sono riconosciuti sia ai matrimoni civili, celebrati davanti all'ufficiale dello stato civile, sia ai matrimoni religiosi, ossia celebrati davanti a un ministro di culto di una confessione religiosa, purché siano trascritti nei registri dello stato civile.
Per quanto riguarda la Chiesa cattolica, gli effetti civili del vincolo matrimoniale celebrato in forma canonica sono stabiliti tramite l'accordo di Villa Madama del 1984, che ha sostituito i Patti Lateranensi del 1929. Il matrimonio cattolico con effetti civili prende usualmente il nome di matrimonio concordatario.
Ulteriori intese sono state stipulate dallo Stato con le seguenti confessioni religiose:
- Chiesa evangelica valdese, legge 11 agosto 1984 nº 449
- Unione italiana delle Chiese cristiane avventiste, legge 22 novembre 1988 nº 516
- Assemblee di Dio in Italia (pentecostali), legge 22 novembre 1988 nº 517
- Unione delle comunità ebraiche italiane, legge 8 marzo 1989 nº 101
- Chiesa evangelica luterana in Italia, 20 aprile 1993
- Unione cristiana evangelica battista d'Italia, 29 marzo 1993
- Arcidiocesi d'Italia ed esarcato per l'Europa meridionale (ortodossi), legge 30 luglio 2012 nº 126
- Chiesa di Gesù Cristo dei santi degli ultimi giorni (mormoni), legge 30 luglio 2012 nº 127
- Chiesa apostolica in Italia, legge 30 luglio 2012 nº 128
- Unione buddhista italiana, legge 31 dicembre 2012 nº 245
- Unione induista italiana, legge 31 dicembre 2012 nº 246
- Istituto buddista italiano Soka Gakkai (IBISG), legge 28 giugno 2016 nº 130

Nessuna intesa è stata ancora raggiunta tra le organizzazioni islamiche in Italia e Repubblica Italiana per attribuire effetti civili ai matrimoni islamici. Le difficoltà nascono dalla mancanza di un'organizzazione unitaria degli islamici in Italia e dall'assenza della figura del ministro di culto tra gli islamici sunniti.
Se il matrimonio religioso precedente non è stato trascritto, anche in presenza di figli, in caso di celebrazione di un nuovo matrimonio, non è perseguibile il reato di poligamia di cui agli art. 556, 557 e 558 del codice penale.

## Requisiti
Il codice civile italiano prevede che il matrimonio possa essere contratto solo da persone che abbiano i seguenti requisiti:
- la capacità di intendere e di volere, che esclude coloro i quali, in ragione dello stato di grave infermità di mente, siano stati colpiti da interdizione giudiziale. Il matrimonio contratto dall'incapace naturale, ossia da chi è transitoriamente privo della capacità di intendere e di volere, può essere impugnato salvo che vi sia stata coabitazione tra i coniugi della durata di un anno.
- la libertà di stato, ossia l'assenza di un persistente legame di matrimonio con effetti civili con altra persona. Secondo la legge italiana, chi contragga matrimonio in violazione del requisito di libertà incorre nel reato di bigamia.

### Impedimenti
Il codice civile prevede alcune situazioni che costituiscono impedimenti a contrarre matrimonio. Essi si distinguono in impedimenti dirimenti, la cui presenza dà luogo alla nullità, e impedimenti impedienti, la cui presenza obbliga a pagare un'ammenda.
Sono impedimenti dirimenti:
- l'esistenza di un precedente vincolo matrimoniale;
- l'incapacità di intendere e di volere di uno dei nubendi;
- la minore età di uno dei nubendi (salvo che per lo stesso non sia intervenuta l'emancipazione);
- l'interdizione per infermità di mente;
- il rapporto di parentela, affinità, adozione e affiliazione tra i nubendi;
- il cosiddetto impedimentum criminis, ossia il matrimonio tra chi è stato condannato per omicidio (consumato o tentato) ed il coniuge della persona offesa.

Sono impedimenti impedienti:
- il divieto temporaneo di nuove nozze (così detto lutto vedovile);
- la mancanza di pubblicazione.

## Nullità e scioglimento
La dichiarazione di nullità del matrimonio (erroneamente nota come annullamento) è un provvedimento con il quale il matrimonio viene dichiarato nullo, ossia mai esistito e ha quindi efficacia retroattiva. Il codice civile indica le cause che possono portare all'annullamento di un matrimonio: vi sono incluse la scoperta di anomalie o gravi difetti di uno degli sposi (purché esse esistessero prima dell'atto di matrimonio e fossero state celate), la mancanza dei requisiti per il matrimonio di uno dei coniugi (esempio si scopre che uno dei due era già vincolato in un altro matrimonio, oppure si scopre che i coniugi sono parenti sanguigni).
Lo scioglimento del matrimonio, o divorzio, è invece il processo legale che scioglie il vincolo matrimoniale tra i coniugi o, nel caso di matrimonio concordatario, pone fine ai suoi effetti civili. Esso è pronunciato dal giudice, su istanza di uno o di entrambi i coniugi, quando accerta che la comunione spirituale e materiale tra i coniugi non può essere mantenuta o ricostituita. In caso di accordo tra i coniugi, il divorzio può essere pronunciato dal sindaco o concluso attraverso una procedura di negoziazione assistita con assistenza di un avvocato per ciascuno.
Particolarmente interessante la recente pronincia della giurisprudenza sovranazionale sul c.d. talamo coniugale: "A tale riguardo, la Corte ha ribadito che il consenso al matrimonio non può implicare il consenso a futuri rapporti sessuali; diversamente opinando, ciò equivarrebbe a negare che lo stupro coniugale, per sua natura riprovevole."

## Statistiche

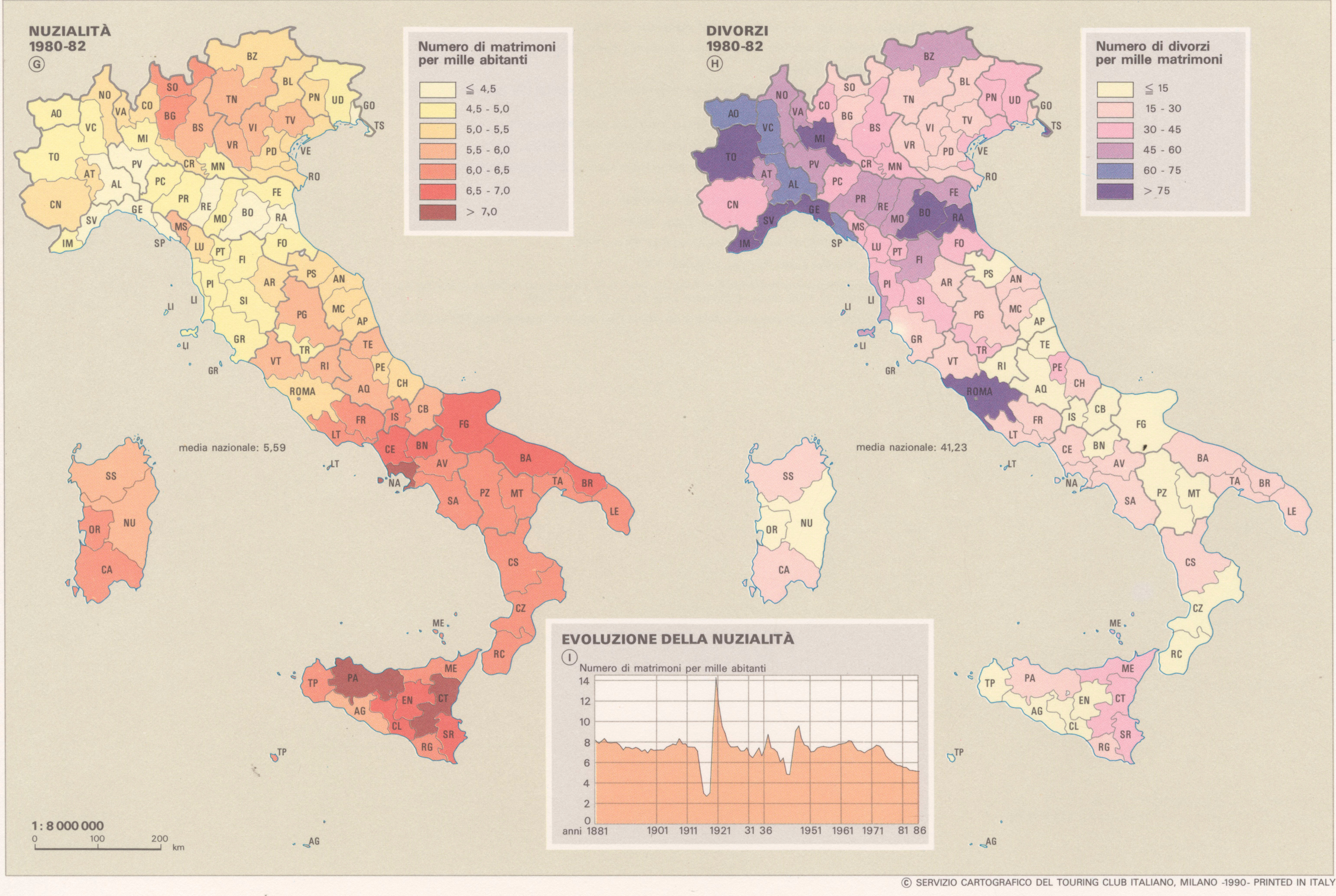
Nuzialità e divorzi in Italia nel 1980-82

### Alcune statistiche sul matrimonio
I matrimoni celebrati in Italia nel 2015 sono stati 194.377 contro i 420.300 del 1963 (un calo del 53,75%). Tuttavia tra il 2014 e il 2015 si è registrato un aumento del 2,43%.
Questo è un primo dato che indica la crisi del matrimonio in Italia (fenomeno comune ad altri paesi occidentali).
Più nello specifico, si è passati dai 290.009 matrimoni dell’anno 1990, ai 284.210 dell’anno 2000, (meno 14.000), ai 217.700 dell’anno 2010, (meno 83.000) ai 96.841 dell’anno 2020, (meno 194.000) sino ai 189.140 (di cui primi matrimoni 146.122) dell’anno 2022, (meno 101.000).
Un altro dato significativo di questo fenomeno è rappresentato dall'età media in cui si contrae matrimonio, che nel 2014 è stata di 35 anni per gli uomini celibi e 32 per le donne nubili; l'età di picco (in cui avvengono più matrimoni percentualmente) secondo i dati Istat 2009 è di 27 anni per le donne (con un grafico fortemente spezzato che presenta un netto calo oltre questa età) e di 31 anni per gli uomini (con un grafico più «morbido» che tende a formare un plateau tra i 28 e 31 anni e degrada più lentamente oltre questa età). Per i divorziati l'età sale a 47,87 anni per gli uomini e 48,93 anni per le donne. Per i vedovi l'età media è di 61,49 anni per gli uomini e 48,93 anni per le donne.
A titolo di confronto per tutti gli anni settanta del XX secolo l'età media è stata di circa 27 anni per gli uomini e inferiore ai 24 per le donne.
Solo il 70% dei trentacinquenni del 2005 è sposato, a fronte dell'85% di 15 anni prima.
I dati però sono disomogenei tra le diverse aree geografiche d'Italia. Mentre il tasso di nuzialità nel centrosud è 4,9 matrimoni ogni mille abitanti, questo indicatore scende a 3,8 nel Nord.

### La crisi del matrimonio religioso e la crescente diffusione dei matrimoni civili
I dati ISTAT relativi al 2015 confermano una tendenza emersa negli ultimi decenni, ossia la diminuzione dei matrimoni religiosi e l'aumento di quelli civili.
Nel 2015 i matrimoni civili sono stati 88.044, rappresentando il 45,3% del totale, mentre non arrivavano al 20% nel 1995. nel 2018, per la prima volta, i matrimoni civili hanno superato quelli religiosi arrivando al 50,15%.
Dai dati ISTAT del 2015 si evince che tutte le regioni del centro e nord Italia hanno registrato percentuali di matrimoni civili superiori al 50%, con punte superiori al 60% in Liguria e Valle d'Aosta.
Il matrimonio religioso mantiene invece una quota alta in quasi tutte le regioni del Sud Italia, rappresentando oltre il 70% in quasi tutte le regioni meridionali e con punta dell'83,5% in Basilicata.
Altro fenomeno significativo è rappresentato dal fatto che i matrimoni civili hanno percentuali molto più elevate nei centri urbani, rispetto a quelli rurali, a testimonianza che nel centro sud e nei piccoli paesi le tradizioni sono maggiormente consolidate.
L'aumento dei matrimoni civili è dovuto a una serie di fattori.
- Nel 2015 nel 9,69% dei matrimoni almeno uno degli sposi era divorziato. Nei matrimoni civili questa percentuale saliva al 20,15%, mentre per i matrimoni religiosi scendeva all'1,04%.[6].
- Nel 2013 il 13,4% dei matrimoni era con almeno uno straniero. Spesso, ma non sempre, gli stranieri praticano culti per i quali lo Stato italiano non riconosce la validità civile del matrimonio religioso. Quando uno solo degli sposi è straniero la ragione del matrimonio civile è anche la disparità di culto.
- La progressiva disaffezione nella religione cattolica e, più in generale, verso il sentimento religioso. I matrimoni religiosi sono scesi dai 257.555 del 1991[7] ai 214.255 del 2000[8], fino a calare a 106.333 del 2015.

Occorre infine precisare che il numero dei matrimoni religiosi può essere leggermente sottostimato; nelle statistiche Istat infatti vengono considerati solo i matrimoni concordatari e civili. Non sono invece inclusi i matrimoni puramente religiosi; in diversi casi gli sposi scelgono di effettuare separatamente il matrimonio civile e quello religioso (non concordatario), per svariate ragioni, tra le quali il desiderio di una unione religiosa successiva a quella civile, l'esistenza di impedimenti giuridici di natura civile ma non ecclesiastica, il differimento tra i due matrimoni per conseguire più rapidamente gli effetti civilistici e successivamente sancire l'unione col rito religioso. Nelle statistiche questi casi sono classificati come solo civili o non vengono conteggiati perché celebrati solo con rito religioso. Secondo un'indagine della CEI il 3,4% delle coppie di partecipanti ai corsi per matrimoni religiosi è già sposato civilmente, per cui si dovrebbe dedurre che per ogni 29 matrimoni concordatari c'è un matrimonio canonico celebrato con solo rito religioso cattolico.
Rilevante è anche il dato dei secondi matrimoni celebrati con rito religioso, il 2,06% nel 2009, ossia 2.988 su 144.842. In questo dato sono comprese le seconde nozze per morte di uno dei coniugi e quelle derivanti da annullamento del primo matrimonio da parte delle autorità ecclesiastiche cattoliche.
Il matrimonio civile è molto utilizzato in caso di matrimoni con stranieri provenienti da Paesi non a maggioranza cattolica. Tuttavia la legge stabilisce dei limiti all'acquisizione per matrimonio della cittadinanza italiana per il coniuge straniero o apolide. La cittadinanza sarà acquisibile quando, dopo il matrimonio, lo straniero risieda legalmente da almeno due anni in Italia, oppure dopo tre anni dalla data del matrimonio se residente all'estero. Infatti nel comune di Prato i matrimoni tra cittadini cinesi sono calati dai 237 del 2009 ai 60 del 2010.
In aumento sono anche i primi matrimoni tra cittadini italiani con rito civile, quelli che maggiormente sono celebrati con rito religioso. Erano il 18,8% nel 2008 e sono aumentati al 27,3% nel 2012 
I dati delle serie storiche dal 2004 sono consultabili sul sito dell'ISTAT.
I dati relativi a San Marino sono diffusi dall'Ufficio di Statistica di San Marino .
| Anno | Matrimoni religiosi | % Matrimoni religiosi | Matrimoni civili | % Matrimoni civili |
| ---- | ------------------- | --------------------- | ---------------- | ------------------ |
| 1931 | 268.820             |                       |                  | 1,60%              |
| 1936 | 312.037             |                       |                  | 1,40%              |
| 1941 | 269.650             |                       |                  | 1,50%              |
| 1948 | 378.642             | 98,34%                | 6.392            | 1,66%              |
| 1949 | 352.293             | 97,93%                | 7.429            | 2,07%              |
| 1950 | 347.793             | 97,67%                | 8.286            | 2,33%              |
| 1951 | 352.293             | 97,57%                | 7.977            | 2,43%              |
| 1952 | 326.697             | 97,59%                | 8.063            | 2,41%              |
| 1953 | 333.728             | 97,35%                | 9.086            | 2,65%              |
| 1954 | 351.267             | 97,60%                | 8.644            | 2,40%              |
| 1955 | 358.679             | 97,81%                | 8.039            | 2,19%              |
| 1956 | 355.853             | 97,83%                | 7.881            | 2,17%              |
| 1957 | 357.634             | 97,92%                | 7.609            | 2,08%              |
| 1958 | 366.925             | 98,17%                | 6.827            | 1,83%              |
| 1959 | 374.908             | 98,34%                | 6.314            | 1,66%              |
| 1960 | 381.512             | 98,41%                | 6.171            | 1,59%              |
| 1961 | 391.262             | 98,44%                | 6.199            | 1,56%              |
| 1962 | 400.522             | 98,56%                | 5.848            | 1,44%              |
| 1963 | 414.652             | 98,66%                | 5.648            | 1,34%              |
| 1964 | 412.334             | 98,77%                | 5.152            | 1,23%              |
| 1965 | 393.981             | 98,74%                | 5.028            | 1,26%              |
| 1966 | 380.022             | 98,76%                | 4.780            | 1,24%              |
| 1967 | 375.536             | 98,78%                | 4.642            | 1,22%              |
| 1968 | 368.777             | 98,58%                | 5.320            | 1,42%              |
| 1969 | 378.079             | 98,29%                | 6.593            | 1,71%              |
| 1970 | 386.589             | 97,74%                | 8.920            | 2,26%              |
| 1971 | 388.873             | 96,15%                | 15.591           | 3,85%              |
| 1972 | 388.270             | 92,68%                | 30.674           | 7,32%              |
| 1973 | 385.843             | 92,23%                | 32.491           | 7,77%              |
| 1974 | 369.777             | 91,71%                | 33.438           | 8,29%              |
| 1975 | 342.467             | 91,62%                | 31.317           | 8,38%              |
| 1976 | 320.820             | 90,58%                | 33.382           | 9,42%              |
| 1977 | 312.032             | 89,68%                | 35.896           | 10,32%             |
| 1978 | 295.297             | 89,13%                | 36.019           | 10,87%             |
| 1979 | 285.186             | 88,04%                | 38.744           | 11,96%             |
| 1980 | 282.999             | 87,62%                | 39.969           | 12,38%             |
| 1981 | 276.625             | 87,28%                | 40.328           | 12,72%             |
| 1982 | 271.044             | 86,74%                | 41.442           | 13,26%             |
| 1983 | 261.538             | 86,13%                | 42.125           | 13,87%             |
| 1984 | 259.621             | 86,28%                | 41.268           | 13,72%             |
| 1985 | 256.911             | 86,06%                | 41.612           | 13,94%             |
| 1986 | 255.407             | 85,84%                | 42.133           | 14,16%             |
| 1987 | 261.847             | 85,50%                | 44.417           | 14,50%             |
| 1988 | 266.534             | 83,74%                | 51.762           | 16,26%             |
| 1989 | 267.617             | 83,79%                | 51.762           | 16,21%             |
| 1990 | 266.084             | 83,23%                | 53.627           | 16,77%             |
| 1991 | 257.555             | 82,53%                | 54.506           | 17,47%             |
| 1992 | 255.355             | 81,75%                | 56.993           | 18,25%             |
| 1993 | 248.111             | 82,09%                | 54.119           | 17,91%             |
| 1994 | 235.990             | 80,93%                | 55.617           | 19,07%             |
| 1995 | 232.065             | 80,02%                | 57.944           | 19,98%             |
| 1996 | 222.086             | 79,71%                | 56.525           | 20,29%             |
| 1997 | 220.351             | 79,34%                | 57.387           | 20,66%             |
| 1998 | 219.581             | 78,41%                | 60.543           | 21,59%             |
| 1999 | 215.743             | 76,96%                | 64.587           | 23,04%             |
| 2000 | 214.255             | 75,33%                | 70.155           | 24,67%             |
| 2001 | 192.558             | 72,93%                | 71.468           | 27,07%             |
| 2002 | 192.006             | 71,11%                | 78.007           | 28,89%             |
| 2003 | 186.489             | 70,61%                | 77.608           | 29,39%             |
| 2004 | 169.637             | 68,14%                | 79.332           | 31,86%             |
| 2005 | 166.431             | 67,18%                | 81.309           | 32,82%             |
| 2006 | 162.364             | 66,00%                | 83.628           | 34,00%             |
| 2007 | 163.721             | 65,39%                | 86.639           | 34,61%             |
| 2008 | 156.031             | 63,27%                | 90.582           | 36,73%             |
| 2009 | 144.842             | 62,81%                | 85.771           | 37,19%             |
| 2010 | 138.199             | 63,48%                | 79.501           | 36,52%             |
| 2011 | 124.443             | 60,75%                | 80.387           | 39,25%             |
| 2012 | 122.297             | 59,04%                | 84.841           | 40,96%             |
| 2013 | 111.545             | 57,48%                | 82.512           | 42,52%             |
| 2014 | 108.054             | 56,94%                | 81.711           | 43,06%             |
| 2015 | 106.333             | 54,70%                | 88.044           | 45,30%             |
| 2016 | 107.873             | 53,07%                | 95.385           | 46,93%             |
| 2017 | 96.572              | 50,49%                | 94.715           | 49,51%             |
| 2018 | 97.596              | 49,85%                | 98.182           | 50,15%             |
| 2019 | 87.299              | 47,42%                | 96.789           | 52,58%             |
| 2020 | 27.993              | 28,91%                | 68.848           | 71,09%             |
| 2021 | 82.873              | 45,93%                | 97.543           | 54,07%             |
| 2022 | 82.451              | 43.59%                | 106.689          | 56,41%             |
| 2023 | 75.657              | 41,07%                | 108.550          | 58,93%             |
| 2024 | 66.500(*)           | 38,44%                | 106.500 (*)      | 61,56%             |

(*) Dati provvisori
| Anno           | Matrimoni religiosi | Matrimoni civili | Percentuale religiosi | Totale |
| -------------- | ------------------- | ---------------- | --------------------- | ------ |
| da luglio 1986 | 55                  |                  |                       |        |
| 1987           | 114                 |                  |                       |        |
| 1988           | 89                  |                  |                       |        |
| 1989           | 86                  |                  |                       |        |
| 1991           | 90                  |                  |                       |        |
| 1992           | 101                 |                  |                       |        |
| 1993           | 93                  |                  |                       |        |
| 1994           | 89                  |                  |                       |        |
| 1995           | 92                  |                  |                       |        |
| 1996           | 87                  |                  |                       |        |
| 1997           | 87                  |                  |                       |        |
| 1998           | 93                  |                  |                       |        |
| 1999           | 86                  |                  |                       |        |
| 2000           | 84                  |                  |                       |        |
| 2001           | 63                  |                  |                       |        |
| 2002           | 70                  |                  |                       |        |
| 2003           | 52                  |                  |                       |        |
| 2004           | 47                  |                  |                       |        |
| 2005           | 51                  |                  |                       |        |
| 2006           | 51                  |                  |                       |        |
| 2007           | 55                  | 118              | 31,79%                | 173    |
| 2008           | 41                  | 122              | 22,40%                | 183    |
| 2009           | 49                  | 152              | 24,38%                | 201    |
| 2010           |                     |                  |                       |        |
| 2011           |                     |                  |                       |        |
| 2012           |                     |                  |                       |        |
| 2013           |                     |                  |                       |        |
| 2014           |                     |                  |                       |        |
| 2015           |                     |                  |                       |        |
| 2016           |                     |                  |                       |        |
| 2017           | 27                  | 92               | 22,69%                | 119    |
| 2018           | 24                  | 98               | 19,67%                | 122    |
| 2019           | 25                  | 104              | 19,38%                | 129    |
| 2020           | 9                   | 79               | 10,23%                | 88     |
| 2021           | 22                  | 66               | 25,00%                | 88     |